# Station Hommachi
Station Hommachi (本町駅, Hommachi-eki) is een metrostation in de wijk Chūō-ku in de Japanse stad Osaka. Het wordt aangedaan door de Midosuji-lijn, de Chūō-lijn en de Yotsubashi-lijn. Alle lijnen hebben eigen perrons; De Chūō-lijn (van west naar oost) ligt het diepst, daarboven de perrons van de Midosuji-lijn (van noord naar zuid) en daar weer boven de perrons van de Yotsubashi-lijn (van noord naar zuid).

## Lijnen

### Midosuji-lijn(stationsnummer M19)
| 1 | ■Midosuji-lijn | richting Namba, Tennōji en Nakamozu |
| 2 | ■Midosuji-lijn | richting Umeda, Shin-Osaka en Esaka |

### Chūō-lijn(stationsnummer C16)
| 1 | ■Chūō-lijn | richting Tanimachi Yonchōme, Morinomiya, en Nagata |
| 2 | ■Chūō-lijn | richting Bentenchō, Ōsakakō en Cosmosquare         |

### Yotsubashi-lijn(stationsnummer Y13)
| 1 | ■Yotsubashi-lijn | richting Namba, Daikokuchō en Suminoekōen |
| 2 | ■Yotsubashi-lijn | richting Nishi-Umeda                      |

## Geschiedenis
Het station werd in 1933 geopend aan de Midosuji-lijn en in 1964 werd Hommachi de eindhalte van de Chūō-lijn. In 1965 kreeg de Yotsubashi-lijn een station ten westen van het station Hommachi: Shinanobashi. Vier jaar later werd dit station bij Hommachi getrokken en draagt het sindsdien dezelfde naam.

## Overig openbaar vervoer
Bus 103